# Зандер, Август
Август Зандер (нем. August Sander; 17 ноября 1876, Хердорф, Рейнская провинция — 20 апреля 1964, Кёльн) — немецкий фотограф, крупнейший немецкий фотохудожник первой трети XX в.

## Биография
Сын плотника. Зандер начал свою взрослую жизнь работая в сфере горнодобывающей промышленности. Там же ему открывается мир фотографии, благодаря фотографу компании которому помогал Август. После чего обзавелся фототехникой при финансовой помощи дяди. Занимался фотографированием во время воинской службы (1897—1899). В начале 1900-х годов в Линце, Австрии, он устраивается в одно из фотоателье, в течение года он становится совладельцем бизнеса, а спустя два года и вовсе единственным владельцем этого фотоателье. В 1909 переселился в Кёльн, куда перенес и фотостудию. С 1911 работал над большим проектом «Люди XX века». В 1929 опубликовал свой первый альбом Лицо нашего времени (c предисловием Альфреда Дёблина), принесший ему известность. Тяжело пережил период нацизма: его сын как член Социалистической рабочей партии был в 1934 арестован и заключен в тюрьму, книга Лицо нашего времени была запрещена, сам Зандер в 1942 переехал в провинцию, пытаясь спасти негативы, а его студия в Кёльне была в 1944 разрушена при бомбёжке. В 1946 его дом ограбили, большинство негативов были уничтожены.
Имя Зандера было практически забыто в Кёльне, до тех пор пока Л. Фриц Губер не выставил его работы на «Photokina» в 1951 году. С начала 1950-х известность постепенно вернулась к мастеру: музей Кёльна купил его довоенные фотографии, несколько вещей были показаны на знаменитой выставке Эдварда Стейхена Род человеческий (1955). Только в 1980 году была издана объединённая серия под первоначальным названием «Люди XX века». Полностью материалы авторского проекта были изданы лишь после смерти фотографа: Архив Зандера опубликовал его в 2002 в семи томах.

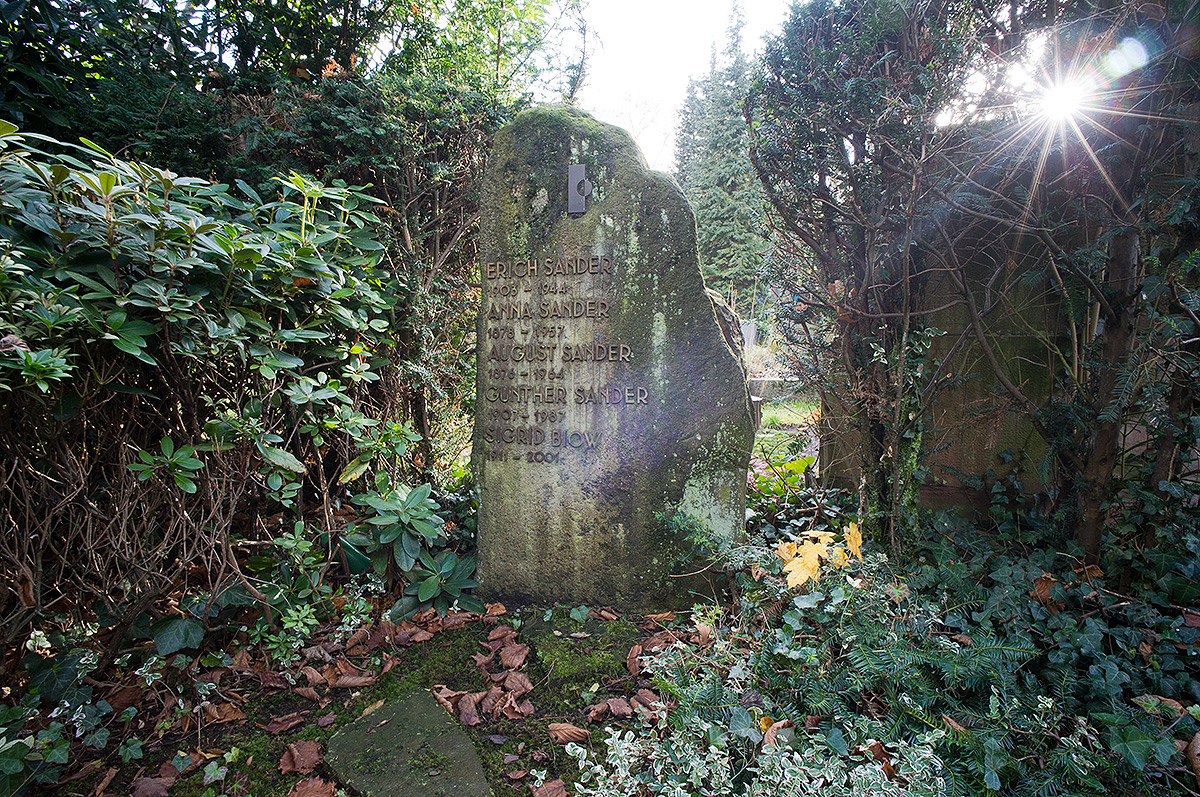
Могила Августа Зандера на кладбище в Кёльне

## Признание
В 1969 году выставку работ Зандера показал МОМА. В дальнейшем они ежегодно по несколько раз проходили во многих музеях и галереях Европы и США. Именем Зандера в 2008 году был назван кратер на Меркурии.

## Август Зандер в России
- В 1994 году выставка мастера состоялась в ГМИИ имени А. С. Пушкина.
- В феврале 2013 года в Мультимедиа Арт Музее в рамках VIII московской международной биеннале «Мода и стиль в фотографии» открылась первая в России ретроспектива Августа Зандера «Портрет. Пейзаж. Архитектура», сделанная правнуком фотографа Джулианом Зандером совместно с кёльнской галереей Приски Пасквер и Театром фотографии и изображения Шарля Негра из Ниццы[6].